# Microthremma bipartitum
Microthremma bipartitum is een schietmot uit de familie Helicophidae. De soort komt voor in het Neotropisch gebied.